# Liste der Kulturgüter in Gommiswald
Die Liste der Kulturgüter in Gommiswald enthält alle Objekte in der Gemeinde Gommiswald im Kanton St. Gallen, die gemäss der Haager Konvention zum Schutz von Kulturgut bei bewaffneten Konflikten, dem Bundesgesetz vom 20. Juni 2014 über den Schutz der Kulturgüter bei bewaffneten Konflikten sowie der Verordnung vom 29. Oktober 2014 über den Schutz der Kulturgüter bei bewaffneten Konflikten unter Schutz stehen.
Objekte der Kategorie A sind im Gemeindegebiet nicht ausgewiesen, Objekte der Kategorie B sind vollständig in der Liste enthalten, Objekte der Kategorie C fehlen zurzeit (Stand: 1. Januar 2023).

## Kulturgüter
| Foto |                                                                                     | Objekt                                                   | Kat. | Typ | Standort                                                      | Beschreibung |
| ---- | ----------------------------------------------------------------------------------- | -------------------------------------------------------- | ---- | --- | ------------------------------------------------------------- | ------------ |
| ja   | Datei hochladen · Wikidata zu Berg Sion (Q819287)                                   | Berg Sion, Prämonstratenserinnenkloster KGS-Nr.: 08144   | B    | G   | Uetliburg, Berg-Sion-Strasse 165, 166, 167.1, 719450 / 233570 |              |
| ja   | Datei hochladen · Wikidata zu Katholische Kirche St. Jakobus der Ältere (Q29786472) | Katholische Kirche St. Jakobus der Ältere KGS-Nr.: 08145 | B    | G   | Dorfplatz 12.1 719950 / 232347                                |              |
| ja   | Datei hochladen · Wikidata zu Katholische Kirche St. Magnus (Q29786473)             | Katholische Kirche St. Magnus KGS-Nr.: 08257             | B    | G   | Rieden, Dorf 100.1 722083 / 231131                            |              |